# Carlos J. Moreno
Carlos Julio Moreno (* 30. Juli 1946 in Sevilla, Valle del Cauca) ist ein kolumbianisch-US-amerikanischer Mathematiker.
Moreno studierte an der New York University mit dem Bachelor-Abschluss 1968 und der Promotion 1972 bei Leon Ehrenpreis (Zeros of exponential polynomials and Diophantine Analysis). 1971 wurde er Assistant Professor und später Professor an der University of Illinois at Urbana-Champaign. Seit 1985 ist er Professor für Mathematik am Baruch College der City University of New York.
Er befasst sich mit Anwendungen von Darstellungstheorie und automorphen Formen in der Zahlentheorie und algebraischen Geometrie, analytischen Eigenschaften von Euler-Produkten und dem Zusammenhang algebraischer Kurven und fehlerkorrigierenden Codes.
1975/76 war er am Institute for Advanced Study und 1979/80 am Institut des Hautes Études Scientifiques (IHES). 1980 war er als Fulbright Senior Visitor in Kolumbien und 1990 war er Gastwissenschaftler an der Universität Göttingen. Moreno ist US-amerikanischer Staatsbürger.

## Schriften
- Advanced Analytic Number Theory, American Mathematical Society 1983
- Advanced Analytic Number Theory: L-functions, American Mathematical Society 2005
- Algebraic Curves over Finite Fields, Cambridge University Press 1991
- mit Samuel Wagstaff Sums of squares of integers, Chapman and Hall/CRC, Boca Raton 2006